# Pontia beckerii
The Becker's White, Great Basin White, or Sagebrush White (Pontia beckerii) là một loài bướm thuộc họ Pieridae. Nó được tìm thấy ở miền tây USA to Baja California và in miền nam British Columbia.
It is mostly white with small black markings; females have more dark markings. Similar to other checkered whites such as, Pontia sisymbrii, Pontia protodice, và Pontia occidentalis.
Sải cánh dài 33 to 48 millimeters.
The host plants are Isomeris arborea, Stanleya pinnata, Brassica nigra, Descurainia pinnata, Sisymbrium altissimum, Lepidium perfoliatum, Brassica nigra, Schoenocrambe linifolia, Thelypodium sagittatum, và Thelypodium laciniatum.

## Hình ảnh

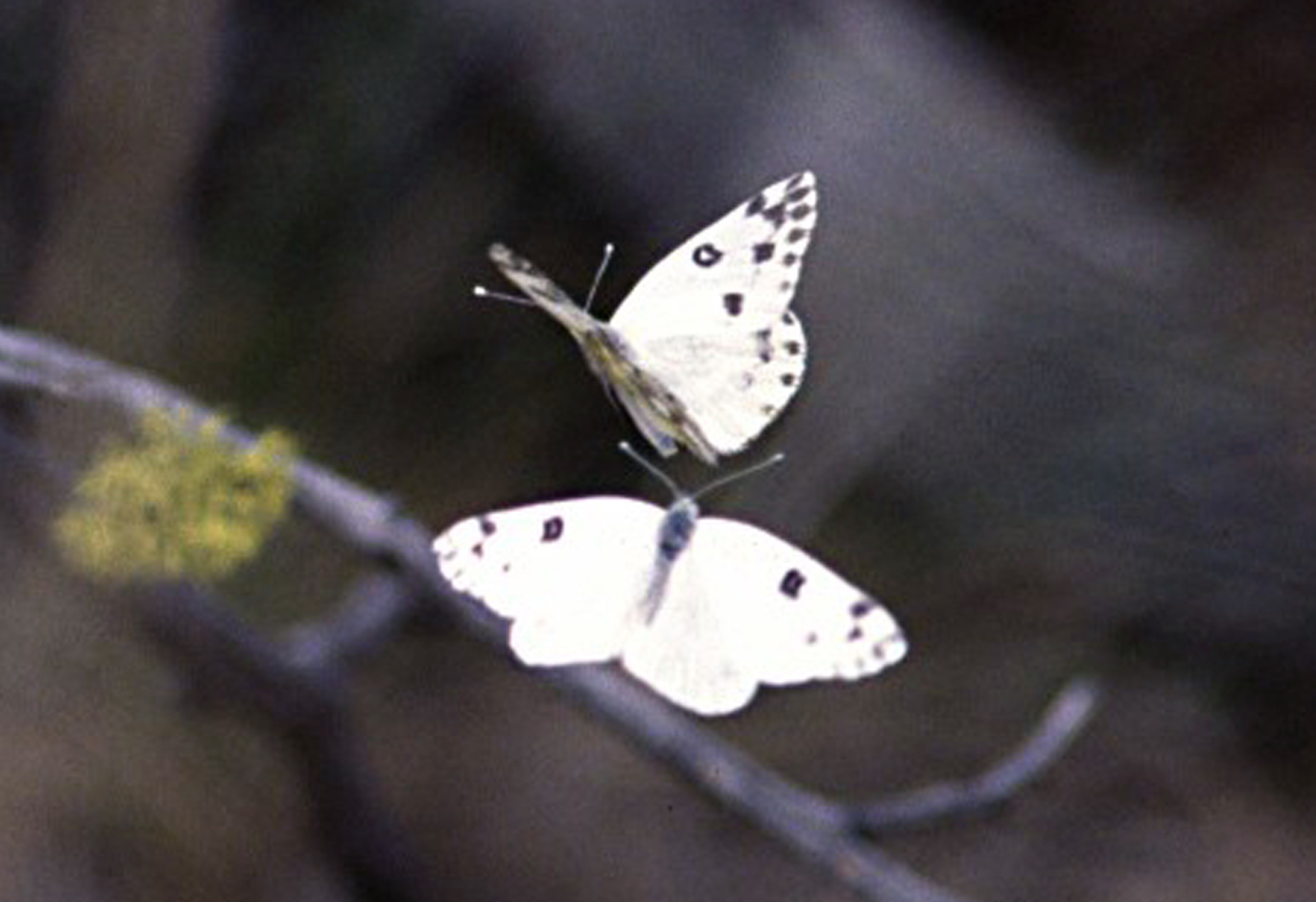